# 방탄승
《방탄승》(영어: Bulletproof Monk)은 미국에서 제작된 폴 헌터 감독의 2003년 판타지, 액션 영화이다. 주윤발, 숀 윌리엄 스콧, 제이미 킹 등이 주연으로 출연하였고 찰스 로벤, 오우삼 등이 제작에 참여하였다. 이 영화는 마이클 에이번 오밍이 그리고 브레트 루이스가 쓴 만화책에 어느 정도 기반을 두고 있다. 이 영화는 캐나다 토론토와 해밀턴, 그리고 뉴욕시를 닮은 다른 장소에서 촬영되었다.

## 출연
- 주윤발 - 무명승
- 숀 윌리엄 스콧 - 카
- 제이미 킹 - 베드걸
- 카렐 로든 - 스트러커
- 빅토리아 스머핏 - 니나
- 이와마츠 마코 - 코지마
- 원지정 - 사부

## 기타
- 공동제작: 브렌트 오코너
- 미술: 데보라 에반스
- 특수분장: 그레그 캐놈
- 특수분장: 키스 밴더란
- 의상: 델핀 화이트
- 배역: 민디 마튼

## 한국판 성우진(SBS) (2005년 1월 2일)
- 신성호 - 무명승(주윤발)
- 김일 - 카(숀 윌리엄 스콧)
- 정미숙 - 베드걸(제이미 킹)
- 강구한 - 스트러커(카렐 로든)
- 이종구 - 사부(원지정)
- 최병학 - 코지마(이와마츠 마코)
- 함수정 - 니나(빅토리아 스머핏)
- 홍승섭 - 텐진(원라소)
- 서광재 - 삭스(K.C. 콜린스)
- 김희선 - 아이의 엄마(레이븐 다우다)
- 오인성 - 불량배(마커스 진 피래)
- 정훈석 - 수도승(알버트 창)